# ピカティニー・アーセナル
ピカティニー・アーセナル（英:Picatinny Arsenal）は、アメリカ合衆国ニュージャージー州に6,400エーカー（26km2）の敷地を持つ、アメリカ陸軍の兵器の研究と製造のための施設である。米国陸軍研究所、兵器開発センターの本部でもある。

## 概要
施設はPicatinny Powder Depotとして1880年に設立された。
第一次世界大戦の後まで軍用火薬を製造した。
現在では様々な軍用品、武器と装甲系の研究開発と生産を行っている。
1926年7月10日に落雷による事故で100万ポンドもの大量の火薬が三日間にわたって爆発し続けるという大惨事が発生している。この事故の教訓から議会によってArmed Forces Explosives Safety Boardが設立された。
また、MIL規格の制定と管理を行っている。

## 開発兵器
- M65 280mmカノン砲
- ピカティニー・レール
- サーモバリック爆薬
- ピカティニー・アーセナル爆薬
- OGPK - ハンヴィーやMRAPの機関銃手を防護する装甲銃塔キット。
- ドラゴンファイア - モジュール化された遠隔操作式迫撃砲システム。